# Pierre-Germain Parisau
 (mars 2008).
Si vous disposez d'ouvrages ou d'articles de référence ou si vous connaissez des sites web de qualité traitant du thème abordé ici, merci de compléter l'article en donnant les références utiles à sa vérifiabilité et en les liant à la section « Notes et références ».
Pour les articles homonymes, voir Pariseau.
Scènes principales
Ambigu-Comique
Pierre-Germain Parisau (parfois écrit Pariseau) est un acteur du boulevard, auteur dramatique, journaliste et entrepreneur de spectacles français, né le 13 août 1752 à Paris où il a été guillotiné le 9 juillet 1794.

## Biographie
D’abord acteur pauvre, Parisau désirait être directeur de théâtre. Il persuada plusieurs personnes de lui prêter six mille francs, avec lesquels il entra au spectacle des Élèves de l’Opéra, dirigé par Tessier et Abraham, en qualité d’un des directeurs. Abraham lui cédant son droit, il en devint le directeur moyennant une rente de cent louis. Il changea toute la face de ce spectacle, renvoyant les uns, diminuant les autres, voulant jouer la comédie et ne la jouer que lui seul. Sa devise était : Audite hoc, omnes gentes. Il accepta des pièces de différents auteurs qu’il donna sous son nom. Chef des Élèves de l’Opéra, ce spectacle se trouva dans un dépérissement où l’on ne l’avait jamais vu.
Au lieu de payer de temps en temps aux créanciers et au peu d’acteurs qui lui restaient, Parisau devient amoureux de la petite Bernard, danseuse de ce théâtre et dépensa avec elle le produit des recettes qu’il faisait chaque jour. Devant bientôt de toute part, les assignations l’assiégèrent et il dut plus d’une fois se sauver par une porte de derrière, une fenêtre ou par les toits pour échapper à ses créanciers. Quelques âmes charitables, s’imaginant bonnement que ce n’était pas la mauvaise conduite de Parisau qui le réduisait à cette extrémité, lui offrirent encore leurs bourses, ne voyant en lui qu’un homme malheureux de s’être chargé d’une telle entreprise, mais, rentré chez la petite Bernard, Parisau comptait l’or qu’on venait de lui donner pour ses créanciers en en lui donnant la moitié et gardant l’autre pour des parties de plaisir.
Le magistrat finit par interdire le spectacle et le théâtre des Élèves pour la danse de l’Opéra ferma en septembre 1780. Ayant songé un instant à débuter à la Comédie-Italienne, Parisau s’estima très heureux d’entrer en qualité de répétiteur au spectacle de l’Ambigu-Comique dirigé par Audinot. Pendant qu’il remplissait ces modestes fonctions, Parisau composa pour ce théâtre et pour celui des Grands-Danseurs du Roi plusieurs petites pièces qui furent bien accueillies du public. Il a aussi écrit quelques ouvrages pour la Comédie-Française et la Comédie-Italienne.
En 1785, lors du procès soutenu par Audinot contre Gaillard et Dorfeuille, et dont les Mémoires secrets de Bachaumont ont relaté toutes les phases, qui les opposa à Audinot pour le contrôle du théâtre de l'Ambigu-Comique, qu’un arrêt du Conseil d’État avait substitués à l’administration de l’Ambigu-Comique, Parisau crut devoir prendre parti pour les nouveaux administrateurs du théâtre. Lorsque ces derniers signèrent un arrangement amiable avec Audinot, celui-ci, en rentrant dans l’exercice de ses droits, se hâta de congédier l’ingrat répétiteur.
Parisau se fit alors journaliste, et lors de la Révolution, il défendit avec ardeur le parti monarchique dans la Feuille du matin. Arrêté et emprisonné au Luxembourg, il fut traduit au tribunal révolutionnaire, condamné à mort et exécuté le 21 messidor an II.

## Œuvres
- Les Amours de Coucy, ou le Tournoy
- Compliment de clôture, 1782
- Les deux font la paire, ou les Bottes de foin, 1783
- La Dinde du Mans, 1783
- Julia, ou la vestale, 1786
- Julien et Colette, ou la Milice, comédie en un acte et en prose mêlée d'ariettes, créée 1786 à l'Opéra-Comique (salle Favart), musique de Trial fils.
- Mercure, ou les Ombres,
- Le Prix académique, 1787
- Le Repentir de Figaro, 1784
- Richard, parodie, 1781(Derrière la page de titre d'une édition de 1781 de "Richard, parodie de Richard III", attribué à Pierre Germain Pariseau, se trouve  un mot manuscrit signé Desprez: " cette bagatelle est de moi, sous le nom de ce pauvre Parisau qui s'en chargea. Je l'écrivis en trois matinées à la campagne chez Marsollier qu'il m'en souviens. Les journaux la loueront outre mesure. L'imprimeur a fait deux ou trois âneries étoffées. aout 1810. Desprez ". Marguerite François Nicolas Gabriel Poullot dit Desprez est un acteur français né en 1759 et mort à Paris le 10 octobre 1829.
- Les Ruhans, ou le Rendez-vous, 1784
- La Soirée d’été, vaudeville, 1782
- Sophie de Brabant, 1781
- La Veuve de Cancale, parodie, 1780
- Rosalie, comédie en un acte et en prose, 13 février 1790